# Trilogia Mutantes
Trilogia Mutantes foi uma trilogia de telenovelas brasileiras criadas pelo autor Tiago Santiago e transmitidas pela RecordTV. A primeira telenovela, intitulada Caminhos do Coração, estreou no dia 28 de agosto de 2007 e terminou em 2 de junho de 2008, totalizando 240 capítulos. A segunda, denominada Os Mutantes: Caminhos do Coração, estreou no dia 3 de junho de 2008 e terminou em 23 de março de 2009, totalizando 242 capítulos. A terceira e última telenovela, nomeada Mutantes: Promessas de Amor, estreou no dia 24 de março de 2009 e terminou no dia 3 de agosto do mesmo ano, totalizando 105 capítulos.

## Elenco
| Ano  | Novela                           | Protagonistas |
| ---- | -------------------------------- | --- |
| 2007 | Caminhos do Coração              | Bianca Rinaldi como Maria Beatriz dos Santos Luz Mayer Leonardo Vieira como Marcelo Duarte Montenegro |
| 2008 | Os Mutantes: Caminhos do Coração | Bianca Rinaldi como Maria Beatriz dos Santos Luz Mayer Montenegro e Samira Mayer Leonardo Vieira como Marcelo Duarte Montenegro Maytê Piragibe como Natália Vanarini Palmieri Marcos Pitombo como Valente Matoso Rodrigues |
| 2009 | Mutantes: Promessas de Amor      | Renata Dominguez como Sofia Drummont Cordeiro Luciano Szafir como Amadeus Cordeiro e Bernardo Cordeiro Maytê Piragibe como Natália Vanarini Palmieri Marcos Pitombo como Valente Matoso Rodrigues                          |

## Temas de abertura
| Novela                           | Música          | Intérprete                 |
| -------------------------------- | --------------- | -------------------------- |
| Caminhos do Coração              | "Sabe Você"     | Toni Garrido               |
| Os Mutantes: Caminhos do Coração | "Planeta Sonho" | 14 Bis e Milton Nascimento |
| Mutantes: Promessas de Amor      | "Ficou no Ar"   | Paulo Cremona              |

## Telenovelas
| Ano  | Novela                           | Autor |
| ---- | -------------------------------- | --- |
| 2007 | Caminhos do Coração              | Tiago Santiago (colaboração de Altenir Silva, Camilo Pellegrini, Gibran Dipp, Maria Cláudia Oliveira, Vívian de Oliveira e Doc Comparato)            |
| 2008 | Os Mutantes: Caminhos do Coração | Tiago Santiago (colaboração de Altenir Silva, Waldir Leite, Gibran Dipp, Maria Cláudia Oliveira, Vívian de Oliveira e Doc Comparato)                 |
| 2009 | Mutantes: Promessas de Amor      | Tiago Santiago (colaboração de Altenir Silva, Emílio Boechat, Gibran Dipp, Maria Cláudia Oliveira, Maria Mariana, Vívian de Oliveira e Waldir Leite) |

## Sinopse

### Caminhos do Coração
A trama gira em torno de Maria Luz, mulher doce e batalhadora que é acusada de matar o dono de uma das maiores redes de clinicas do pais, o Dr. Sócrates Mayer. Em outro lugar existe a Progênese, o local onde a Dra. Júlia Zaccarias criou seres geneticamente modificados, os mutantes com super poderes.
Maria Luz vive no circo Don Peppe com seus pais Ana Luz e Pepe. Maria é a principal atração do circo, local onde ela foi deixada. Quando descobre ser filha adotiva, Maria se vê numa enrascada: é encontrada ao lado do corpo de Sócrates Mayer e é acusada de matá-lo, em seguida descobre que seu pai verdadeiro é o próprio Sócrates.
A família Mayer, que sempre foi respeitada pela sociedade paulistana, é composta pelos seguintes irmãos Mayer: Sócrates Mayer, Aristóteles Mayer e Platão Mayer. Aristóteles é viúvo e tem dois filhos mutantes: Toni, que tem super agilidade e super equilíbrio, Rodrigo, poderes hipnóticos, e Danilo, que possui super agilidade e super força e casa-se com Lucinha para que seu pai não descubra que ele é homossexual. Platão é casado com a interesseira Irma Mayer e possuem duas filhas: Regina e Cléo, que descobre ser mutante com o poder de sobrevivência, petrificação e da projeção astral. A família Mayer é uma das acionistas da Progênese, juntamente com Mauro Fontes e Josias Martinelli. Josias é casado com a ambiciosa Cassandra Martinelli e é pai de Lucas, que lê pensamentos, e Janete, que possui o dom da clarividência.
Dra. Júlia sempre teve um laboratório secreto, na Ilha do Arraial, local onde ela guarda a sete chaves as experiências que não deram certo, tendo a ajuda da poderosa mutante com o dom da hipnose Gór, e do mutante super-inteligente Eugênio.
Ficou revelado no último capítulo da trama que a Chefia, que cometia os crimes era a própria criadora dos mutantes, a Dra. Júlia. Ela mandou o jovem advogado César Rubicão seqüestrar Maria dos braços de Sócrates e colocá-la em algum lugar, o circo Don Peppe. 30 anos depois, Sócrates, no dia de seu aniversário revelou que iria deixar todo seu império para uma fundação, revoltando toda a família Mayer. Dra. Júlia ficou com medo que isso prejudicasse suas experiências e ordenou que Eric "apagasse" o velho e, para "matar duas cajadadas numa só", fez com que Maria Luz fosse acusada pelo crime. Ela fez isso, pois sabia que Maria iria receber toda a fortuna e, certamente, impediria suas experiências. Júlia foi eliminando todas as pessoas que descobrissem ou suspeitassem dela (foi o que aconteceu com Platão e Josias). Júlia também ordenou a Eric que eliminasse Rosana (mulher do pescador Teófilo e mãe de Ágata, a menina dos olhos de águia e Aquiles, capaz de se regenerar e correr ultra-rápido), a enfermeira Ruth, Altina e outras tentativas que não deram certo, como o ataque a Helga, ex-mulher de Eric que ficou do bem, a Tati, que sempre escapou, Marcelo, e a própria Maria.

### Os Mutantes: Caminhos do Coração
Em Os Mutantes: Caminhos do Coração, as mutações perigosas continuam a se espalhar pela sociedade, que transformam homens e mulheres em vampiros, felinos, serpentes e lobisomens, atacando nas ruas de São Paulo, além de ter boatos de abduções entre algumas pessoas. A Progênese é interditada e o DEPECOM resolve colocar sua sede lá. Os agentes do bem são: Aline, Miguel, Nati, Beto, Marcelo, Heraldo, Cláudia, Hiromi e Toni.
Júlia Zaccarias toma o elixir da juventude, rejuvenesce e fica com o corpo de Juli di Trevi. Ela revela à poderosa vilã Samira, que é uma reptiliana disfarçada; mas, o elixir não dura para sempre e, com o tempo, ela vira Júlia Zaccarias de novo.
Maria e Marcelo reúnem a Liga do Bem na mansão que pertencia à família Mayer. Este passa a ser o refúgio (ou quartel-general) dos mutantes do bem, enquanto Gór e Metamorfo fundam a Liga Bandida, junto com Meduso, Draco, Telê, Taveira e Eric contra os mutantes do bem.
A agente Nati investiga o misterioso Valente, que veio do futuro para alertar a ameaça dos reptilianos e impedir a destruição do mundo. Os dois se apaixonam, mas a policial acaba se tornando vampira e perseguida pelo departamento que trabalhava, e alvo da obsessão do vampiro Lino.

### Mutantes: Promessas de Amor

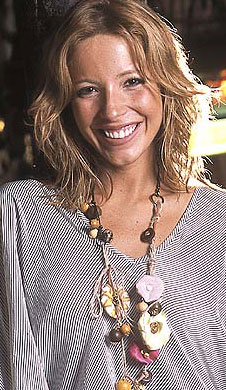
Renata Dominguez protagonizou Mutantes: Promessas de Amor.

Em ''Mutantes: Promessas de Amor'', todos os Mutantes - do bem e do mal - são perseguidos. Tudo porque o governo promulga a lei antimutante, cujo objetivo é prender todos os mutantes. Beto avisa Érica que as forças de Ferraz vão invadir a sede da "Liga do Bem". Com isso, ela é obrigada a fugir com Ágata, Aquiles, Vavá, Eugênio, Ângela e Clara. Érica se junta a Pepe para proteger os jovens mutantes, e os dois fingem ser uma família carioca.
Todos os mutantes escondem sua condição geneticamente modificada e são obrigados a usar seus poderes em segredo no Colégio Novo Ensino, onde trabalha Sofia, uma professora que luta para defender os mutantes e ela começa a ser assediada por Nestor, playboy mimado e grande vilão da história. Filho de Camargo e Isabel, Nestor quer que a heroína deixe Amadeus para ficar com ele. Como ela recusa as investidas do rapaz, Nestor decide preparar armadilhas para separar o casal. E contrata Armanda, ex-prostituta, para fazer com que Sofia se decepcione com o marido.
Mesmo apaixonados, Sofia e Amadeus acabam influenciados pelas tramas maquiavélicas da dupla de vilões. Para conseguir ficar com Sofia, Nestor chega até a tramar a morte de Amadeus, que sofre um atentado e é dado como morto. Secretamente, ele sobrevive, recupera-se em uma clínica e só se revela a seus pais, Tonho e Arlete, e a Armanda, a quem passa a confiar ao achar que Sofia está com Nestor.
Depois da suposta morte de Amadeus, Nestor insiste em namorar Sofia. Para conseguir que ela aceite seu pedido de casamento, ele se compromete a ajudar crianças que estão em perigo. Amadeus, então, assume a identidade de Bernardo, seu irmão gêmeo, e junto com Sofia trabalham para descobrir o mandante do assassinato de Amadeus.
Cléo, Carvalho, Perpétua, Leonor e Felipe fundam a ONG "Caminhos do Coração". Sob a fachada da ONG, eles ajudam mutantes em perigo, embora tenham que lidar com a perseguição de Chico Fuzil, um vampiro traficante.
Depois que Nati é curada por Clara, ela e Valente finalmente decidem se casar. Os dois são perseguidos por Gabriela, que se torna obcecada por Valente. Ela é capaz de qualquer coisa para ficar ao lado do amado, até se unir ao inescrupuloso Ferraz, só que então ela é mordida por Chico Fuzil e se torna vampira, e infecta Ferraz, agora seu amante.
Valente tem ainda outro grande problema: ele e a "Liga do Bem" precisam proteger Lúcio e sua mãe Juno. Lúcio - o menino de luz - e Juno - a menina da supercomunicação - crescem rapidamente, até se tornarem adolescentes. Porém, os jovens crescem em famílias inimigas, porque Bianca - mãe de Juno - está com o perigoso Lino. Por isso, o viajante do futuro vai tentar a todo custo proteger seus futuros pais - para que ele possa nascer e proteger a humanidade.
Gór, Metamorfo, Draco e Telê - que são a nova formação da "Liga Bandida" - são presos, mas lideram uma rebelião e conseguem fugir da cadeia. Revoltados com a perseguição dos humanos, eles se unem a Lino e Bianca para contra-atacar, planejando a derrota dos humanos e da Liga do Bem. Depois de atacarem a DEPECOM, eles se juntam a Rana e Trans, a primeira tem genes de rã e a segunda pode atravessar paredes, e então começam a fazer vários assaltos. Só que um desses assaltos dá errado e alguns deles foram presos. Gór, Bianca e Rana ficaram em casa nesse dia, Trans e Meta fogem com seus poderes e Lino, Draco e Telê são presos pelo DEPECOM e cada um é torturados por Ferraz, para contarem onde é o QG da Liga Bandida. Ao descobrir a informação, Ferraz vai até lá, mas só consegue prender Rana. Depois, Bianca, Gór, Metamorfo e Trans passam para o lado do bem, ao lado da mutante intangível, Inta.
As forças policiais também estão divididas entre o bem e o mal. Ferraz alia-se secretamente aos propósitos da Liga Bandida e Garcia é seu novo ajudante. Beto, Aline, Hiromi e Cláudia continuam na luta contra os mutantes superpoderosos. E assim, sucessivamente,e enfrentam diversos perigos, como Órion, um mutante andróide que veio do futuro para matar Valente e ainda alguns poucos reptilianos que sobrevivem e que querem destruir a humanidade. Para ajudar os mutantes do bem, Beto ainda assume a identidade de "Enigma", ficando na mira de sua própria namorada, Aline, e de Ferraz.

### Desenho animados
A após a terceira novela, seria lançado um desenho animado da franquia que iria ter novos personagens mutantes segundo a entrevista com autor Tiago Santiago no bate-papo UOL. Porém, o autor saiu da Record e assinou com o SBT e o projeto foi totalmente cancelado.

## Reprises
A primeira novela da trilogia, Caminhos do Coração foi reprisada pela Record duas vezes. Primeiramente entre 31 de maio de 2010 a 14 de janeiro de 2011, as 18h15 em 170 capítulos, 116 capítulos a menos que a exibição original, porém com o titulo de Os Mutantes: Caminhos do Coração, que era o nome da segunda novela. Por conta da baixa audiência, as duas novelas seguintes não foram reprisadas.
Já a segunda aconteceu entre 18 de março de 2019 e 5 de maio de 2020, em 286 capítulos, 46 a mais que a exibição original, na faixa de reprises das 15h45, substituindo Essas Mulheres, dessa vez com o nome original, e sendo substiuida pela segunda parte da trilogia, dando continuidade a história. A segunda parte, Os Mutantes: Caminhos do Coração, foi reapresentada entre 6 de maio e 17 de novembro de 2020, em 140 capítulos, 102 a menos que a exibição original, por conta da baixa audiência enfrentada pela reprise. Não houve uma substituta para a trama, sendo que esta foi a última a ser exibida na faixa das 15h45. Assim, esse horário destinado às reprises foi encerrado naquele momento, dando lugar ao esticamento da duração da reprise de Escrava Mãe.

## Comparações com outras franquias
A trilogia foi comparada com outras franquias da cultura pop, tais como X-Men, Heroes, Mutant X e Lost, contudo, o autor, Tiago Santiago afirmou que se inspirou em outras obras, como A Ilha do Dr. Moreau de H.G.Wells, onde um cientista faz experiências genéticas com animais.
Apesar de ser fã de Stan Lee, criador dos X-Men da Marvel Comics, série de quadrinhos que também trata de mutantes, Santiago afirmou que o mote da trama era distinto. Em X-Men e Heroes, as pessoas nascem com superpoderes, enquanto que na trilogia, eles adquiriam em experiências genéticas (tal qual Homem-Aranha, Hulk, outras criações de Stan Lee citadas pelo autor) ocorridas no laboratório, contudo, esse plot também foi usado em Mutant X, série inspirada num grupo derivado dos X-Men, que diferente dos quadrinhos, também ganhavam poderes por manipulação genética, a mudança ocorreu para não ter conflito com a série de filmes dos X-Men produzida pela 20th Century Fox. O autor afirmou que criou a telenovela sem conhecer a série Heroes porém, ela foi exibida pela RecordTV na mesma época, em 2009, enquanto exibia a terceira parte da trilogia: Mutantes: Promessas de Amor, a emissora exibiu a série animada Wolverine e os X-Men.
O escritor Antônio Calmon afirmou que a novela Os Mutantes plagiou a trama de O Beijo do Vampiro, o ator Gabriel Braga Nunes interpretou vampiros nas duas produções, Tiago Santiago foi colaborador de Vamp, outra telenovela escrita por Calmon que retratava vampiros.

## Sequência
Em maio de 2020 o autor Tiago Santiago revelou numa live que pretende escrever uma quarta temporada em livro. "Vou escrever a quarta temporada, eu decidi isso. Vou escrever em livro para continuar esse universo. Quero me dedicar à literatura e ao cinema daqui pra frente. Eu vejo Janete Clair, Ivani Ribeiro e outras grandes autoras da minha infância. O que sobrou da obra delas? É difícil. Sobrou uma memória muito grande, emotiva, que vimos. Mas, depois, essas obras, se elas não forem recuperadas por outros autores, é difícil".